# Джон Еліот (місіонер)
Джон Еліот (англ. John Eliot; близько 1604 — 21 травня 1690) — пуританський місіонер і лексикограф, який проповідував серед індіанців Північної Америки. За свою діяльність отримав прізвисько «індіанського апостола». Також був відомий як політичний філософ-республіканець.

## Освіта в Англії і служба в Массачусетсі
Джон Еліот народився в селі Уідфорд в Хартфордширі, Англія. Перед тим, як він поступив в Коледж Ісуса в Кембриджі, він жив в приході Нейзінг.
3 листопада 1631 він прибув в Бостон, Массачусетс, на кораблі Lyon («Лев»). Еліот отримав посаду священика і «проповідуючого пресвітера» (teaching elder) в Першій церкви в Роксбері. Там він також продовжив вчитися під керівництвом Томаса Гукера. У 1645 році Еліот відкрив в цьому ж місті Роксберійську латинську школу. З 1649 по 1674 р. він працював разом зі священником і поетом Семюелем Денфортом .

## Подальша діяльність

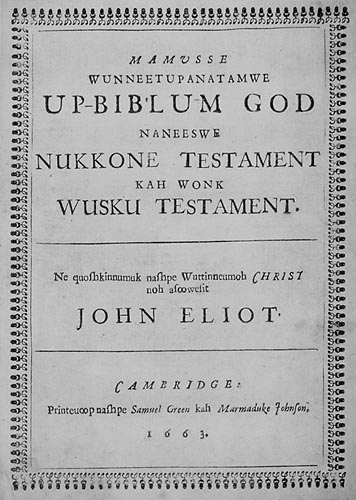
Титульний лист Біблії Еліота, надрукованої в 1663 році.

Джон Еліот і його колеги Томас Уелд і Річарт Мезер з Дорчестера стали редакторами «Массачусетської книги псалмів» — першої книги, надрукованої на території Північно-Американських колоній. Він критикував діяльність Енн Гатчінсон і взяв участь у її відлученні від церкви і подальшому її засланні.
Сприяв наверненню до християнства массачусетських індіанців. Для цієї мети він переклав на їхню мову спочатку Новий Завіт, який був опублікований в 1661 року, а потім і всю Біблію, яку опублікував в 1663 році (це видання відоме як «Біблія Еліота») . У 1666 році під назвою «Начала індіанської граматики» вийшла його граматика массачусетської мови. Завдяки праці Еліота массачусетська мову, яка вимерла у 19 столітті, до теперішнього часу зберігає культовий статус серед індіанців регіону і використовується в богослужінні, робляться спроби її відродження.
Будучи місіонером, Еліот також намагався зберегти культуру індіанців. Він брав участь у створенні спеціальних впорядкованих міст, в яких жили, і якими управляли навернені індіанці. Відомо близько 14 так званих «Молитовних міст». Найбільш досліджене та відоме серед них — Нейтік в Массачусетсі, який існує і зараз. Більшість цих міст була знищена британськими колоністами під час війни Короля Філіпа (1675). Спроби відновити міста не увінчалися успіхом.
Еліот був автором книги «Християнська держава, або Громадянська політика царства Ісуса Христа, яке настає» (The Christian Commonwealth: or, The Civil Policy Of The Rising Kingdom of Jesus Christ). Вважається, що це перша політична книга, написана американцем, а також — перша книга, заборонена американським урядом. Була написана в кінці 1640-х, і опублікована в Англії в 1659. У ній була запропонована нова форма громадянського правління, заснована на системі, яку Еліот використовував серед навернених індіанців. Ця система, в свою чергу, брала початок в вісімнадцятій главі книги Виходу, в якій Їтро дає пораду Мойсеєві про те, як управляти народом ізраїльським. Еліот стверджував, що «Христос є єдиний законний спадкоємець англійського престолу», і закликав до створення виборної теократії в Англії і у всьому світі. Після того, як в 1661 році на англійський престол зійшов Карл II, Массачусетські законодавчі збори заборонили книгу і наказали знищити всі екземпляри. Еліот був змушений випустити публічне зречення і апологію.

## Родина
Джон Еліот був одружений з Ганною Мамфорд. У них народилося шестеро дітей, 5 дівчаток і один хлопчик, але вижив тільки хлопчик. Їхній син, Джон Еліот-молодший був першим пастором у Першій Церкви Ньютона . Його син Джозеф Еліот став пастором в Гілфорді, Коннектикут. Син Джозефа, Джаред Еліот, теж був пастором, а також автором відомих робіт по сільському господарству.

## Школа Еліота
У 1689 році Джон Еліот пожертвував 75 акрів землі в бостонському передмісті Джамайка-плейн на користь Школи Еліота, заснованої в 1676 році. Натомість школа повинна була почати приймати негрів та індіанців, що було рідкістю на той час . В даний час неподалік від того місця діє Школа витончених і декоративних мистецтв імені Еліота.

## Смерть
Еліот помер в 1690 році у віці 85 років. Його останні слова були «здрастуй, радість» (welcome joy!).
Пам'ятник Джону Еліоту знаходиться на території Беконської публічної бібліотеки у м. Нейтік. День пам'яті за літургійним календарем Єпископальної церкви США святкується 21 травня.

## Твори
- Християнська держава, або Громадянська політика царства Ісуса Христа, яке настає [Архівовано 22 жовтня 2020 у Wayback Machine.]
- Коротка розповідь про успіхи поширення Євангелія серед індіанців в Новій Англії, написана у рік 1670 [Архівовано 31 жовтня 2020 у Wayback Machine.]
- The Harmony of the Gospels in the holy History of the Humiliation and Sufferings of Jesus Christ, from his Incarnation to his Death and Burial